# Alline Calandrini
Alline Miranda Calandrini de Azevedo (Macapá, 8 de março de 1988), mais conhecida como Alline, ou Alline Calandrini para diferenciar de sua contemporânea Aline Pellegrino. Também conhecida pelo apelido de Calan, é uma ex-futebolista brasileira e atual jornalista e comentarista de futebol do Grupo Globo, atuando tanto na TV Aberta (Rede Globo) e nos canais por assinatura (SporTV/Premiere). De 2019 a 2022, foi comentarista na Rede Bandeirantes onde participou das transmissões da Copa do Mundo de Futebol Feminino de 2019.
Jogando na posição de zagueira, com 1,71 m de altura, Alline teve duas passagens pelo Santos Futebol Clube (2006-2011 e 2015-2017), jogou pelo Centro Olímpico de 2012 a 2014 e em 2018 encerrou a carreira aos 30 anos no Sport Club Corinthians Paulista.
Em abril de 2008, estreou na seleção brasileira sub-20, onde  chegou a ser capitã e conquistou o Campeonato Sul-Americano de Futebol Feminino, em 2008. Com a seleção principal, levantou o título da Copa América de Futebol Feminino de 2014.
Em 2017, Alline disputou o reality show de resistência física Exathlon Brasil, da Band, e ficou entre os cinco finalistas da competição.

## Carreira
Natural de Macapá, Alline Calandrini começou a carreira no Clube Atlético Juventus, ao realizar um teste na equipe do bairro da Mooca, em São Paulo. A atleta atuou no Juventus durante apenas quatro meses, até o início do futebol feminino do Santos. Em 2006, Calan se transferiu para a equipe, onde permaneceu por seis anos, conquistando diversos títulos: Campeonato Paulista de Futebol Feminino (2007, 2010 e 2011), Liga Nacional de Futebol Feminino de 2007, Copa do Brasil de Futebol Feminino (2008 e 2009), Jogos Regionais (2006, 2007 e 2010) e Copa Libertadores da América de Futebol Feminino (2009 e 2010). Ao fim de 2011, a diretoria do clube anunciou a interrupção da modalidade no clube.
No ano seguinte, Alline foi contratada pelo Centro Olímpico. Foram três temporadas na equipe, com conquista do Campeonato Brasileiro de Futebol Feminino de 2013, até o retorno das atividades do futebol feminino em Santos. Identificada com o clube praiano, Alline retornou aos gramados com a camisa alvinegra, em 2015. O último título que levantou com a equipe santista foi o do Campeonato Brasileiro de Futebol Feminino de 2017, o primeiro das Sereias da Vila.
Alline sofreu com lesões ao longo da carreira. Ao todo, foram três no ligamento cruzado anterior do joelho. Por conta disso, já concluindo a graduação em  jornalismo, a jogadora aceitou um convite do Sport Club Corinthians Paulista para integrar a equipe em 2018, já pensando no futuro como comunicadora. Foi então que, antes do fim do contrato com o clube, Calandrini decidiu encerrar a carreira de atleta. Na sequência, o Corinthians fez uma proposta para que ela permanecesse no clube como apresentadora da TV Corinthians.
A zagueira teve algumas passagens pela seleção brasileira, inclusive nas categorias de base, onde conquistou o Campeonato Sul-Americano de Futebol Feminino. Sua primeira convocação para a seleção principal foi em 2006, para os Jogos Pan-Americanos de 2007. Durante a conquista da Copa América de Futebol Feminino de 2014, sofreu com lesões no joelho Entre 2016 e 2017 foi submetida a duas cirurgias que a tiraram de competições importantes como a Rio 2016. Sua última passagem pela seleção foi em 2017.

## Clubes na carreira
- Santos (2006-2011)
- Centro Olímpico (2012-2014)
- Santos (2015-2017)
- Corinthians (2018)

## Títulos
Santos
- Campeonato Paulista: 2007, 2010 e 2011
- Liga Nacional: 2007
- Copa do Brasil: 2008 e 2009
- Jogos Regionais: 2006, 2007 e 2008
- Copa Libertadores Feminina: 2009 e 2010
- Campeonato Brasileiro: 2017

Centro Olímpico
- Campeonato Brasileiro: 2013

Corinthians
- Campeonato Brasileiro: 2018

Seleção Brasileira
- Sul-Americano Sub-20: 2008
- Copa América Feminina: 2014

## Filmografia

### Televisão
| Ano  | Título          | Função       | Emissora | Ref.   |
| ---- | --------------- | ------------ | -------- | ------ |
| 2017 | Exathlon Brasil | Participante | Band     | [ 5 ]  |
| 2018 | Arquibancada    | Comentarista | Band     | [ 15 ] |
| 2020 | Show do Esporte | Comentarista | Band     | [ 15 ] |